# كوكاو بيتش
كوكاو بيتش (بالإنجليزية: Cocoa Beach)‏ هي مدينة أمريكية تقع في ولاية فلوريدا. تبلغ مساحة هذه المدينة 39 (كم²)،ويبلغ عدد سكانها 11231 نسمة حسب إحصاء سنة 2010 م 11231.تشير إحصاءات سنة 2000م بأن الكثافة السكانية في هذه المدينة تقدر بـ(auto) نسمة/كم2 

## أعلام
- كيلي سلاتر
- تيري ولفرتون
- جان ديفيس
- تي جاي أومالي
- جستين جاكسون